# Vallière
För andra betydelser, se Vallière (olika betydelser).
Vallière är en kommun i departementet Creuse i regionen Nouvelle-Aquitaine i de centrala delarna av Frankrike. Kommunen ligger i kantonen Felletin som tillhör arrondissementet Aubusson. År 2022 hade Vallière 714 invånare.

## Befolkningsutveckling
Antalet invånare i kommunen Vallière
Referens:INSEE